# Джон Тейлер
Джон Тейлер (англ. John Tayler; 4 липня 1742, Нью-Йорк — 19 березня 1829, Олбані (Нью-Йорк) — американський підприємець, політик, державний діяч, 5-й губернатор штату Нью-Йорк (24 лютого 1817 — 30 червня 1817). Виконувач обов'язків губернатора Нью-Йорка (1811). Віце—губернатор штату Нью-Йорк (1813—1817, 1817—1822).

## Біографія
Успішний бізнесмен, розбагатів на торгівлі сільськогосподарськими продуктами та бізнесі, що пов'язаний із лісом.
Учасник війни за незалежність США, по закінченні якої був залучений до державної служби. Політик, член заснованої Томасом Джефферсоном Демократично-республіканської партії.
У 1777—1779, 1780—1781 і з 1785 по 1787 рік тричі обирався членом Асамблеї штату Нью-Йорк від округу Олбані. У 1793 році призначений заступником мера Олбані, став першим суддею округу Олбані.
У 1798 році безуспішно балотувався на посаду сенатора штату Нью-Йорк. Пізніше з 1804 по 1813 рік засідав у сенаті штату Нью-Йорк.
У січні 1811 року був обраний тимчасово виконуючим обов'язки президента Сенату штату Нью-Йорк і виконував обов'язки віце—губернатора до кінця червня 1811 року.
У 1813—1817 і 1817—1822 роках — Віце—губернатор штату Нью-Йорк. Із 24 лютого по 30 червня 1817 року обіймав посаду губернатора штату Нью-Йорк.
Дуель між Александром Гамілтоном і Аароном Берром, що сталася в 1804 році, пов'язана зі сваркою в будинку Д. Тейлера.
У 1828 році Тейлер був членом Колегії виборщиків президента США.